# Donna Gurr
Donna Gurr (n. 18 februarie 1955, Vancouver, British Columbia, Canada) este o înotătoare ce a reprezentat Canada, medaliată olimpică. A participat la o ediție a Jocurilor Olimpice (1972) în care a câștigat două medalii de bronz.